# Sofia Parnok
Sofia Iàkovlevna Parnok (rus: Софи́я Я́ковлевна Парно́к, 11 d'agost de 1885 - 26 d'agost de 1933) fou una poeta i traductora russa, germana del poeta Valentín Parnok i de l'autora de literatura infantil Ielizaveta Tarakhóvskaia. Es va guanyar el sobrenom de "Safo de Rússia" després d'una relació lèsbica amb la també poeta russa Marina Tsvetàieva.

## Vida personal i educació
Parnok va néixer a la ciutat de Taganrog al si d'una família jueva russificada. Son pare, Iàkov Solomónovitx Parnok, era farmacèutic, i sa mare, nascuda Aleksandra Abràmovna Idelsohn, havia estudiat medicina. Sa mare va morir poc després de donar a llum als seus germans bessons, Ielizabeta i Valentin. Sofia va estudiar al Gimnàs Mariinskaia entre 1894 i 1903, va viatjar per Europa, després va estudiar al Conservatori de Ginebra, tot i que la falta de mitjans financers la van fer tornar a Taganrog el 1904, i va estudiar als Cursos Bestújev, institució acadèmica per a nenes, la primera de la seva classe en la Rússia imperial, però va abandonar els estudis i novament se'n va anar a Ginebra, on va tenir la seva primera experiència com a dramaturga amb l'obra El somni. Al juny de 1906, va tornar a Taganrog. El 1907, es va casar en una sinagoga amb el poeta Vladímir Volkenstein i es va traslladar a Sant Petersburg. El gener de 1909, Parnok es va divorciar del seu marit i es va establir a Moscou. Es va convertir a l'ortodòxia el mateix any i des de llavors tindria relacions sentimentals exclusivament femenines. Aquest tema és molt característic als seus textos. Durant aquest temps manté un romanç amb N. Polyakova, que esdevé el tema de molts poemes de Parnok.

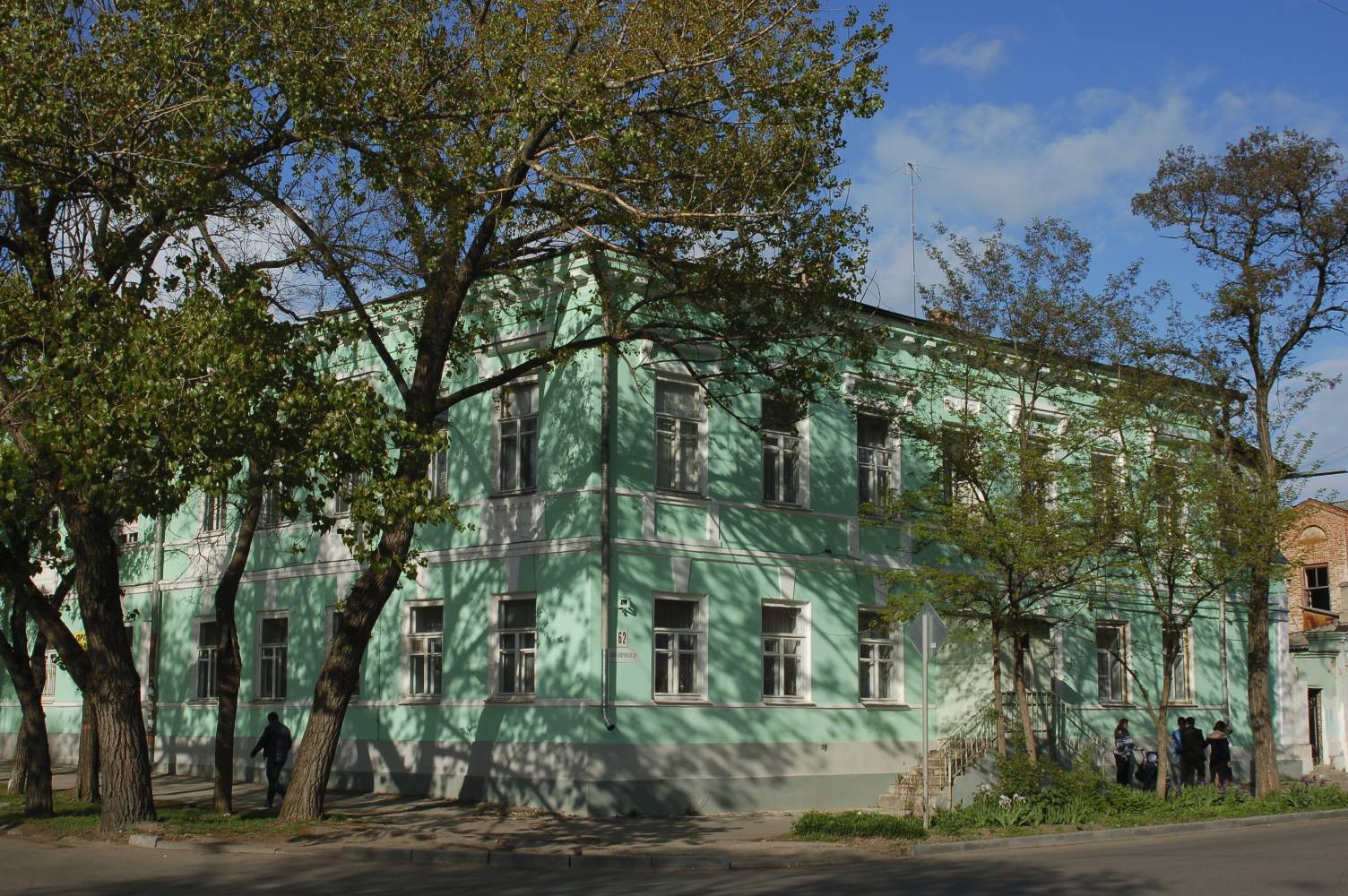
Casa matal de Parnok a Taganrog

A partir de 1913 col·labora al diari Escrits del Nord on publica els seus poemes i traduccions del francès, així com crítiques literàries sota el pseudònim d'Andrei Polianin. Reconeix el talent dels acmeistes (per bé que se'n desmarca), s'interessa per l'obra dels poetes de l'edat de plata (Mandelstam, Akhmàtova, Khodassévitx, Severianin, etc.) i s'oposa a Valeri Briússov. Coneix Marina Tsvetàieva el 1914 i aquesta amistat ardent es perllonga fins al 1916. El primer recull de poemes de Parnok apareix a Petrograd el 1916 i rep una acollida favorable de la crítica.

## Relació amb Marina Tsvetàieva
A principis de Primera Guerra Mundial, es va trobar amb la jove poeta Marina Tsvetàieva, amb la qual es va veure immersa en una història d'amor que va deixar empremtes importants en la poesia de totes dues.
Les lletres dels Poemes de Parnok van presentar el primer i no decadent argument de desig lesbià com mai s'havia sentit en un llibre de poesia russa.
El tardà primer llibre de versos de Parnok, Poemes, va aparèixer poc abans que ella i Tsvietàieva se separessin el 1916. En els poemes de Núvia, de Tsvetàieva, aquesta assumeix el paper de l'amant masculí en la relació amb Parnok.
Sofia va escollir viure de manera oberta i escriure lliurement sobre les seves relacions amb vuit dones –a cada una dels quals dedicà diversos poemes.

## Carrera
Parnok va deixar Moscou a finals d'estiu de 1917 i va passar els anys de la Guerra Civil russa a la ciutat crimeana de Sudak. Allà va escriure una de les seves obres mestres, el poema dramàtic i el llibret per a l'òpera en quatre actes Almast, d'Aleksandr Spendiarian (Spendiàrov), que va ser un gran èxit de públic al Teatre Bolxoi de Moscou el 1930, i també a Odessa, Tbilisi, Taixkent, Erevan i a París (1952).
Parnok és l'autora dels poemaris Les roses de les Pièrides (1922), El vi (1923), Música (1926) i A mitja veu (1928). Aquest últim es va publicar en dos-cents exemplars. Va treballar com a crítica literària en els anys posteriors a la revolució. Fou la primera a anomenar Quadriga els quatre poetes postsimbolistes russos Marina Tsvetàieva, Anna Akhmàtova, Óssip Mandelxtam i Borís Pasternak en el seu article de 1923 Borís Pasternak i els altres, però ella mai no va pertànyer a cap grup literari de l'època.
La censura soviètica aviat va decidir que la veu poètica de Parnok era "il·legal", i ja no va poder publicar després del 1928. Es va guanyar la vida com a traductora de francès, traduint al rus poemes de Charles Baudelaire, novel·les de Romain Rolland, Marcel Proust, Henri Barbusse i d'altres.

## Mort i llegat
Parnok va morir d'un atac de cor en un poble a prop de Moscou el 26 d'agost de 1933, amb tres de les seves amants al seu llit. El seu seguici fúnebre s'estengué 75 quilòmetres fora de Moscou.
A finals de la dècada del 1930, la casa editorial Escriptor soviètic va publicar una col·lecció dels seus poemes.
Una placa commemorativa dedicada a la família Parnok va ser col·locada a la paret de la seva casa natal a Taganrog el 2012.
Alguns poemes de Parnok han estat musicats per Ielena Frolova.